# Temisgam
Tingmosgang ou Temisgang ou Temisgam est un village du tehsil de Khalsi, dans le district de Leh, territoire du Ladakh en Inde.
Il comporte le palais Tingmosgang, également monastère, ayant notamment été le lieu pendant la guerre Dogra-tibétaine (en) (également appelée guerre Sino-Sikh), du traité de Tingmosgang de 1684, entre le Ladakh et le Tibet, pour délimiter la frontière entre les deux pays.